# Dick's Picks Volume 14
Dick's Picks Volume 14 es el décimo cuarto álbum en vivo de Dick's Picks, serie  de lanzamientos en vivo de la banda estadounidense Grateful Dead. Fue grabado el 30 de noviembre y 2 de diciembre de 1973 en el Boston Music Hall, en Boston, Massachusetts.
El volumen 14 fue el último lanzamiento de la serie Dick's Picks que se publicó durante la vida del archivero de cintas homónimo de la serie, Dick Latvala.

## Caveat emptor
Cada volumen de Dick's Picks tiene su propia etiqueta “caveat emptor”, que informa al oyente sobre la calidad del sonido de la grabación. La etiqueta del volumen 14 dice:
“Este lanzamiento fue masterizado digitalmente directamente desde la cinta analógica original de 7½ ips de media pista. Es un vistazo de historia, no una grabación profesional moderna y, por lo tanto, puede exhibir algunas anomalías técnicas menores y los efectos inevitables de los estragos del tiempo.”

## Recepción de la crítica
Dan Alford lo catalogó como uno de los Dick's Picks más recomendados. John Metzger de The Music Box le otorgó una calificación perfecta de 5 estrellas y lo describió como “un claro testimonio de la razón por la cual [Grateful Dead] fue así”.

## Lista de canciones
Todas las canciones escritas y compuestas por Jerry García y Robert Hunter, excepto donde esta anotado. 
| Disco uno |                                    |                                     |          |  |
| N.º       | Título                             | Escritor(es)                        | Duración |  |
| 1.        | «(Walk Me Out in the) Morning Dew» | Bonnie Dobson Tim Rose              | 14:30    |  |
| 2.        | «Mexicali Blues»                   | John Perry Barlow Bob Weir          | 3:47     |  |
| 3.        | «Dire Wolf»                        |                                     | 5:10     |  |
| 4.        | «Black-Throated Wind»              | Barlow Weir                         | 7:02     |  |
| 5.        | «Don't Ease Me In»                 | tradicional, arr. por Grateful Dead | 4:45     |  |
| 6.        | «Big River»                        | Johnny Cash                         | 5:31     |  |
| 7.        | «They Love Each Other»             |                                     | 6:02     |  |
| 8.        | «Playing in the Band»              | Mickey Hart Hunter Weir             | 23:19    |  |

| Disco dos |                        |                                                                         |          |  |
| N.º       | Título                 | Escritor(es)                                                            | Duración |  |
| 1.        | «Here Comes Sunshine»  |                                                                         | 11:55    |  |
| 2.        | «Weather Report Suite» | Eric Andersen Barlow Weir                                               | 14:45    |  |
| 3.        | «Dark Star Jam»        | Garcia Hart Hunter Bill Kreutzmann Phil Lesh Ron “Pigpen” McKernan Weir | 9:19     |  |
| 4.        | «Eyes of the World»    |                                                                         | 19:27    |  |
| 5.        | «Sugar Magnolia»       | Hunter Weir                                                             | 10:17    |  |

| Disco tres |                                          |                                     |          |  |
| N.º        | Título                                   | Escritor(es)                        | Duración |  |
| 1.         | «Cold Rain and Snow»                     | tradicional, arr. por Grateful Dead | 7:22     |  |
| 2.         | «Beat It on Down the Line»               | Jesse Fuller                        | 3:41     |  |
| 3.         | «Brown-Eyed Women»                       |                                     | 7:49     |  |
| 4.         | «Jack Straw»                             | Hunter Weir                         | 5:22     |  |
| 5.         | «Ramble on Rose»                         |                                     | 8:05     |  |
| 6.         | «Weather Report Suite»                   |                                     | 15:53    |  |
| 7.         | «Wharf Rat»                              |                                     | 10:39    |  |
| 8.         | «Mississippi Half-Step Uptown Toodleloo» |                                     | 8:04     |  |

| Disco cuatro |                       |                         |          |  |
| N.º          | Título                | Escritor(es)            | Duración |  |
| 1.           | «Playing in the Band» |                         | 12:10    |  |
| 2.           | «Jam»                 | Grateful Dead           | 15:40    |  |
| 3.           | «He's Gone»           |                         | 10:28    |  |
| 4.           | «Truckin'»            | Garcia Hunter Lesh Weir | 13:34    |  |
| 5.           | «Stella Blue»         |                         | 10:16    |  |
| 6.           | «Morning Dew»         |                         | 14:32    |  |

## Créditos y personal
Créditos adaptados desde el folleto que acompaña al CD.
Grateful Dead
- Jerry Garcia – voz principal y coros, guitarra líder
- Keith Godchaux – teclado
- Bill Kreutzmann – batería
- Phil Lesh – bajo eléctrico, coros
- Bob Weir – guitarra rítmica, coros

Personal técnico
- Bill Candelario – grabación
- Dick Latvala – archivista
- Jeffrey Norman – masterización
- John Cutler – ferromagnetista

Diseño
- Gekko Graphics – diseño de portada
- Michael J. Sanditen – fotografía